# قوان وير

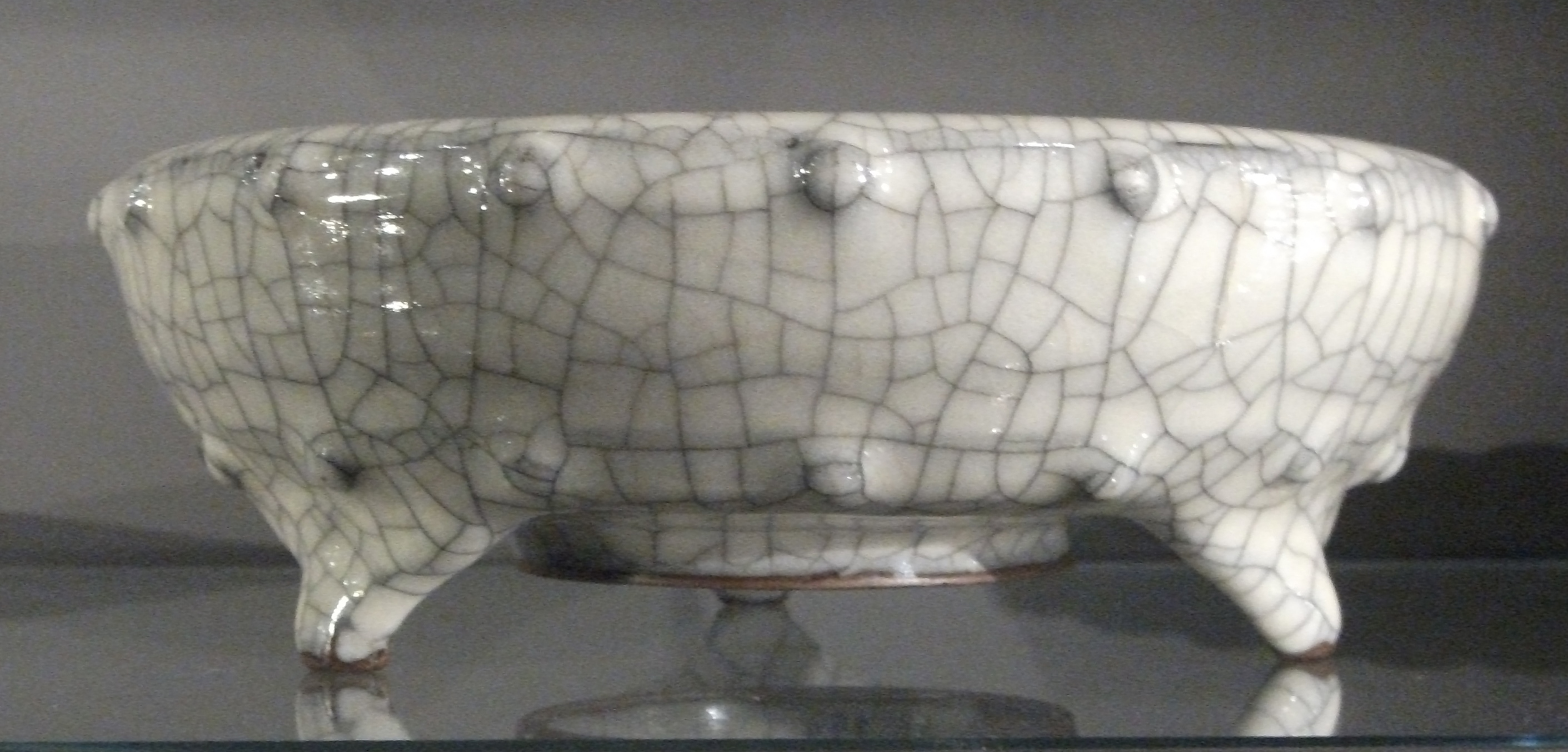
مجموعة بيرسيفال ديفيد

يعتبر فرن كوان وير (بالإنجليزية: Guan ware)‏، واحدًا من أشهر الأفران الخمسة لسلالة سونغ الصينية، العالية الجودة التي تعتمد على زخرفة سطحها الخارجي بشكل كبير، حيث يتميز بشبكة من الخطوط العشوائية وصدوع من الصقيل.